# Tvrtko Meštrović
Tvrtko Meštrović, (Zagreb, 5. svibnja 1925. – Zagreb, 23. rujna 1961.), bio je hrvatski novinar, kipar i pjesnik.

## Životopis
Tvrtko Meštrović rođen je u Zagrebu 1925. godine. Sin je hrvatskoga kipara, arhitekta i književnika Ivana Meštrovića i ljekarnice Olge Kesterčanek. ↓1 Djeca Ivana i Olge Meštrović imala su poduke u stranim jezicima od guvernanti (koje su se često mijenjale) te su tako još i prije nego što su krenula u školu ovladala njemačkim, engleskim i francuskim jezicima. Srednju školu Tvrtko Meštrović polazio je u Splitu (gimnazija) i Rimu. Tijekom življenja u Splitu za vrijeme talijanske okupacije došla je do izražaja i njegova buntovna narav kada je u školi odbio ravnatelja pozdraviti rimskim pozdravom kako se to od učenika tada zahtijevalo, cijelih noći izbivao iz kuće (unatoč policijskome satu) i planirao je otići u partizane. Ivan Meštrović je, nakon provedenih tri i pol mjeseca u ustaškome zatvoru, te nakon toga i u kućnome pritvoru, u lipnju 1942. godine otišao u Italiju. Prvotno je boravio kratko u Veneciji (Venecijanski bijenale), te je potom otišao u Rim gdje je stigao 25. lipnja 1942. godine. Tu mu se je pred Božić iste godine pridružila i obitelj (supruga Olga i djeca Tvrtko, Mate i Marija, dok je kćer Marta ostala sa svojim suprugom Vanjom Šrepelom u Hrvatskoj). Nakon toga u ljeto 1943. godine otišli su u Švicarsku i živjeli prvotno u Gstaadu, te u Lausannei i potom u Ženevi. Za vrijeme boravka u Švicarskoj Tvrtko je nastavio školovanje, pohađao je i sate kiparstva u privatnoj školi, a upoznao se je u Ženevi s Francuskinjom Aline, budućom suprugom. U svibnju 1946. godine Ivan Meštrović otišao je u Rim a kasnije su mu se pridružili supruga Olga i djeca Tvrtko i Mate (kćer Marija 27. kolovoza 1945. godine udala se je za hrvatskoga diplomata Šimu Pelicarića i već je bila u Rimu). Nakon kratkoga boravka u Rimu kod oca i obitelji Tvrtko se je vratio u Zagreb, u jednu sobu obiteljske kuće u Mletačkoj ulici br. 8. U toj kući u drugoj sobi živjela je i njegova tetka Sidonija Kesterčanek koju su nekoliko mladih boraca otjerali iz njezinoga stana, a ostatak kuće zaposjeli su od novih komunističkih vlasti postavljeni "čuvar" kuće i njegova obitelj. 
U ljeto 1947. godine dobio je Tvrtko vizu i pridružio se Aline u Parizu. Iste godine vjenčali su se Tvrtko i Aline. Nakon toga zajedno sa suprugom i njezinom majkom preselio se je u Beirut, u Libanon. Bio je novinar u Libanonu gdje je zajedno sa suprugom Aline polazio i satove slikarstva. Ostavio je suprugu i Libanon te "oko godinu i pol proveo je u Palestini i Egiptu s malo novca, spavajući pod vedrim nebom i proseći hranu". Nakon razvoda od supruge Aline njegov se je problem s pićem pogoršao. "Besciljno se kretao od grada do grada, morao se braniti od skitnica, osobito kad ni on ni oni nisu bili posve prisebni nakon pretjerivanja u alkoholu ili pušenju opijuma", a obolivši od tifusne groznice proveo je jedno vrijeme u bolnici. Nakon otpuštanja iz bolnice htio je otići u Kanadu i raditi kao drvosječa u šumi no potom se predomislio dobivši vizu za Argentinu htijući posjetiti sestru Mariju ali je od toga puta odustao u zadnji trenutak. Vratio se je 1950. godine u Zagreb. Nakon povratka u Zagreb zaposlio se je kao prevoditelj. Za boravka u psihijatrijskoj bolnici Vrapče, gdje se je liječio od alkoholizma ili ga je otac tako štitio od zatvora zbog njegovoga ponašanja, upoznao se je s budućon drugom suprugom, Terezijom. U braku sa suprugom Terezijom rodila su im se dva sina, Ivan Domagoj ↓2 i Stjepan Gabrijel. Položio je i četvrtu godinu prava na Zagrebačkome sveučilištu i razmišljao je o usporednome studiju na Filozofskome fakultetu.
U proljeće 1958. godine Tvrtko je posjetio oca, majku i brata Matu u Americi gdje su oni živjeli od siječnja 1947. godine i kod njih ostao nekoliko mjeseci, a vidjeli su se i prigodom Meštrovićeva posjeta Hrvatskoj u ljeto 1959. godine. Početkom 1961. godine Tvrko je, povevši i sina Stjepana Gabrijela, još jednom posjetio obitelj u Americi. U toj posjeti ostao je nekoliko mjeseci i to je bio njihov posljednji susret.
Tvrtko je izvršio samoubojstvo u Zagrebu, 23. rujna 1961. godine, u 36. godini života. ↓3 Pokopan je u obiteljskoj grobnici Meštrovićevih u Otavicama.

## Umjetnik
Tvrtko Meštrović bio je i umjetnik (kipar i pjesnik) iako je zbog svoga karaktera i teškoga odnosa s ocem, velikim umjetnikom, ostao nedorečen. Iza njega ostale su mnoge bilježnice neobjavljenih pjesama a kada mu je otac "prezreo umjetničke radove, Tvrtko je uzeo čekić i sve ih uništio". U rukopisu je ostao i njegov autobiografski zapis od šesnaest stranica, Život mladića odgojenog u dobroj obitelji.
Pjesmu koju je napisao nešto prije smrti posmrtno je objavio njegov bliski prijatelj Zlatko Tomičić. Objavljena je 1962. godine u Hrvatskoj reviji (Buenos Aires, 12/4 (48), XII. 1962., str. 333.) u svesku posvećenome Ivanu Meštroviću.
Svome ocu
Prisutnost Tvoja budi u meni nemir
što ionako u krvi mojoj tinja;
a u Tvojoj plamti stvaralaštvo razbuktalim plamom.
Al' ni Ti, ni ja, zaista nismo krivi
što Ti si ja, a ja sam Ti
i što smo jedan pokraj drugog živi,
bolesni, zdravi, pravi i krivi!
Jer Ti si Sve, a ja sam dio Tebe
i zato u tebi ja prepoznajem sebe.
Dok Ti u meni krv svojih prepoznaješ pređa,
prokletu, hajdučku i bez etičkih međa.
Stihiju oštro Ti prepozna oko,
što probija brane ko oblake soko.
A ja bih htio u krvi svojoj smirenje,
jer moja vatra stvaralaštvom ne gori,
već demonskom me destruktivnošću mori.
Nit' u sebi mira nose
podneblja u kojim živim
pa zašto da zbog toga
Tebe ili sebe krivim?
Nek bude što biti mora!
Duša je mirna, tek srce strepi.
Kliče ko ranjeni soko u pustoj života stepi.